# Баденијер
Баденијер (фр. Badinières) насеље је и општина у источној Француској у региону Рона-Алпи, у департману Изер која припада префектури Ла Тур ди Пен.
По подацима из 2011. године у општини је живело 605 становника, а густина насељености је износила 101,0 становника/km². Општина се простире на површини од 5,99 km². Налази се на средњој надморској висини од 530 метара (максималној 550 m, а минималној 396 m).

## Демографија
| 1962. | 1968. | 1975. | 1982. | 1990. | 1999. | 2011. |
| ----- | ----- | ----- | ----- | ----- | ----- | ----- |
| 301   | 302   | 309   | 299   | 364   | 418   | 605   |

График промене броја становника у току последњих година